# تايلور أرمسترونغ
تايلور أرمسترونغ (بالإنجليزية: Taylor Armstrong)‏ هي مؤرخة أمريكية، ولدت في 10 يونيو 1971 في إنديبيندنس في الولايات المتحدة.

## وصلات خارجية
- الموقع الرسمي
- تايلور أرمسترونغ على موقع IMDb (الإنجليزية)
- تايلور أرمسترونغ على موقع قاعدة بيانات الفيلم (الإنجليزية)